# 宮古橋
宮古橋（みやこばし）は、福島県河沼郡会津坂下町と同郡湯川村にある阿賀川に架かる国道49号（国道252号重用）の道路橋である。

## 概要
- 路線名 - 一般国道49号
- 形式 - 鋼3径間連続非合成箱桁橋2連
- 橋長 - 326.7 m

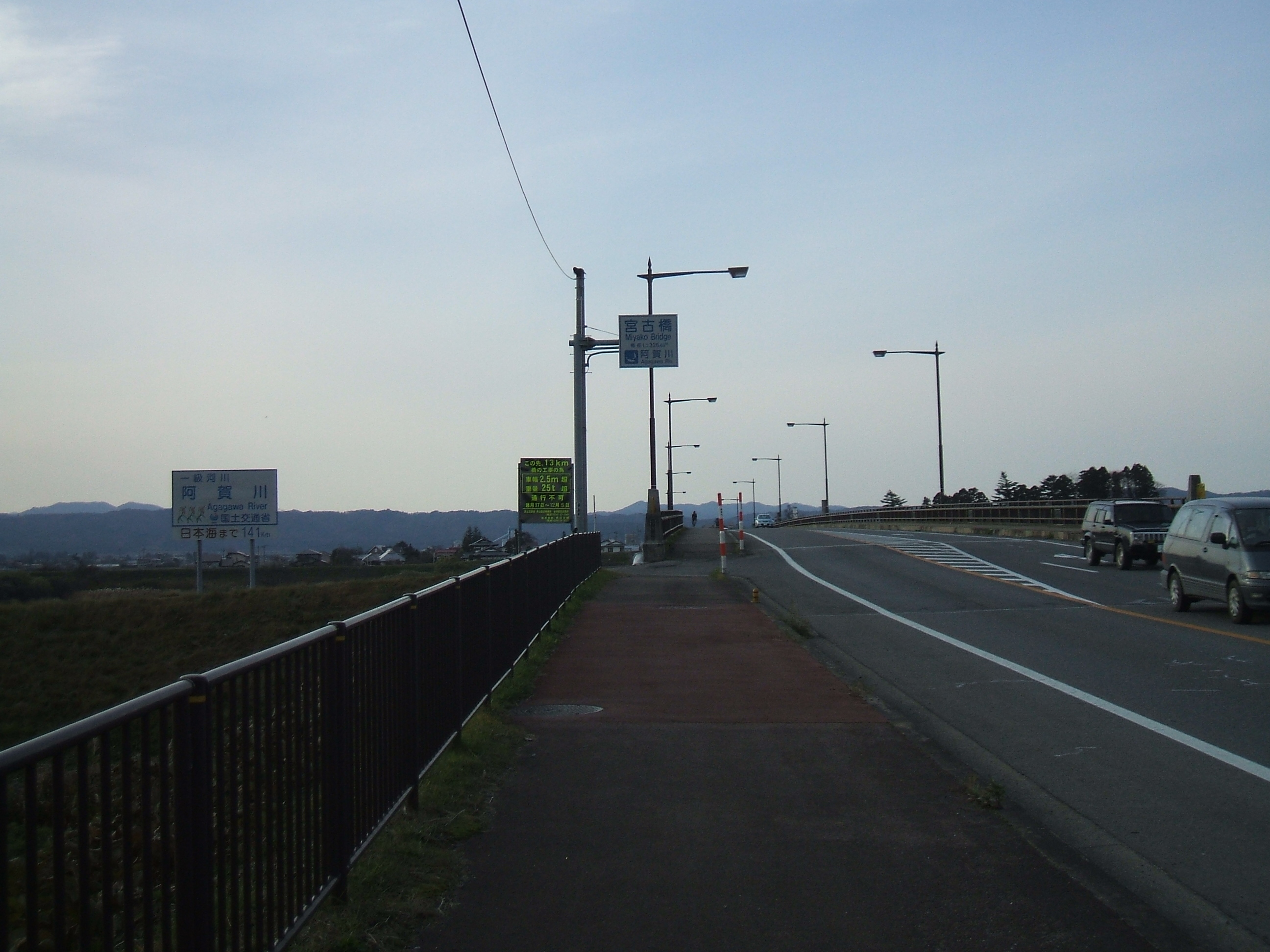
宮古橋（福島県河沼郡湯川村から）

  - 支間割 - 2×(3×54.1 m)
- 幅員
  - 有効幅員 - 14.50 m
  - 車道幅員 - 9.50 m - 11.90 m
  - 歩道幅員 - 両側2.50 m
- 床版 - 鉄筋コンクリート
- 総鋼重 - 1 403 t
- 施工 - 日本鉄塔工業・宮地鐵工所[注釈 1]

河沼郡会津坂下町と湯川村を隔てる一級河川阿賀川にかかり、東詰は湯川村佐野目、西詰は会津坂下町宮古に位置している。現在の橋は1990年（平成2年）に完成した、全長326.7 m、幅員14.5 mの桁橋である。橋は車道2車線で、上下線両側に歩道が設置されている。
東側には国道49号と福島県道33号会津坂下河東線が接続する佐野目交差点がある。この交差点はもともと、国道49号が主導となり橋の東側でカーブし、主要地方道会津坂下河東線が分岐する線形であったが、線形改良工事により交差点形状が変更され、国道49号（新潟方面）、会津坂下河東線から国道49号いわき方面が会津若松市に向かい分岐する丁字路となっている。後に丁字路の突き当りに道の駅あいづ 湯川・会津坂下が建設された。

## 沿革
- 1881年（明治14年） - 周辺の阿賀川に私設の船橋が架かる[2]
- 1905年（明治38年）3月 - 初代宮古橋架橋。全長241 m、幅員5.1 mの木鉄混交トラス橋であった。1937年（昭和12年）、1949年（昭和24年）に流出被害を受ける[3]。
- 1953年（昭和28年）2月24日 - 2代目となる橋梁が完成[4]][5]。下部工は西松建設、上部工は石川島播磨重工業（現IHIインフラシステム）により施工された。
  - 全長 - 313.7 m
    - 主径間 - 62.7 m

  - 幅員 - 5.9 m
  - 形式 - 5径間下路式鋼連続ワーレントラス橋[6]
- 1964年（昭和39年）6月16日 - 新潟地震により被災。後に復旧。
- 1983年（昭和58年） - 新橋梁への架けかえ事業に着手[5]
- 1990年（平成2年）11月9日 - 3代目となる現在の橋梁が完成。

## ライブカメラ
阿賀川河川事務所による宮古橋付近のライブカメラがある。

## 周辺
- 勝常寺
- ばんげひがし公園
- SPANSION JAPAN工場